# Il gorilla fa il bagno a mezzogiorno
Il gorilla fa il bagno a mezzogiorno (Gorila se kupa u podne) è un film del 1993 diretto da Dušan Makavejev. Il film è spesso citato col titolo erroneo Il gorilla fa il bagno a mezzanotte o il titolo internazionale Gorilla Bathes at Noon. È stato presentato fuori concorso alla 43ª edizione del Festival internazionale del cinema di Berlino.

## Trama
Lazutkin è un ufficiale dell'Armata Rossa che rimane bloccato a Berlino. Quando viene a sapere che la moglie l'ha lasciato e il suo appartamento di Mosca è stato occupato, decide di rimanere nella terra di nessuno fra Berlino est e ovest. Rimasto senza una lira, entra in contatto col mercato nero e con una folla variopinta di diseredati. Stringe infine amicizia con Miki, una rifugiata che l'aiuta a ritrovare se stesso.

## Produzione
Realizzato con scarsi mezzi produttivi, per raggiungere il metraggio minimo al film vengono aggiunte alcune sequenze di La caduta di Berlino (1950), del regista russo Michail Čiaureli.